# Калвертон-Парк (Міссурі)
Калвертон-Парк (англ. Calverton Park) — селище (англ. village) в США, в окрузі Сент-Луїс штату Міссурі. Населення — 1143 особи (2020).

## Географія
Калвертон-Парк розташований за координатами 38°45′56″ пн. ш. 90°18′38″ зх. д. / 38.76556° пн. ш. 90.31056° зх. д. (38.765577, -90.310445).  За даними Бюро перепису населення США в 2010 році селище мало площу 1,06 км², уся площа — суходіл.

## Демографія
Згідно з переписом 2010 року, у селищі мешкали 1293 особи в 496 домогосподарствах у складі 347 родин. Густота населення становила 1223 особи/км².  Було 540 помешкань (511/км²).
Расовий склад населення:
| - 53,4 % — білих - 42,2 % — чорних або афроамериканців - 0,9 % — азіатів - 0,2 % — корінних американців - 1,1 % — осіб інших рас |

До двох чи більше рас належало 2,2 %. Частка іспаномовних становила 2,9 % від усіх жителів.
За віковим діапазоном населення розподілялося таким чином: 25,2 % — особи молодші 18 років, 62,7 % — особи у віці 18—64 років, 12,1 % — особи у віці 65 років та старші. Медіана віку мешканця становила 36,4 року. На 100 осіб жіночої статі у селищі припадало 89,3 чоловіків;  на 100 жінок у віці від 18 років та старших — 91,1 чоловіків також старших 18 років.
Середній дохід на одне домашнє господарство  становив 47 540 доларів США (медіана — 38 800), а середній дохід на одну сім'ю — 56 077 доларів (медіана — 47 500). За межею бідності перебувало 16,6 % осіб, у тому числі 22,1 % дітей у віці до 18 років та 7,7 % осіб у віці 65 років та старших.
Цивільне працевлаштоване населення становило 530 осіб. Основні галузі зайнятості: освіта, охорона здоров'я та соціальна допомога — 25,1 %, мистецтво, розваги та відпочинок — 15,1 %, роздрібна торгівля — 11,7 %, будівництво — 10,4 %.